# Портсмут
Портсмут (енгл. Portsmouth) је град у Уједињеном Краљевству у Енглеској у историјској грофовији Хемпшир. Према процени из 2007. у граду је живело 197.471 становника. Основан је 1180 године, а од 1926 има статус града. Налази се око и на острву Портси. У новије време број становника града прилично осцилирао, тако да је 1951. године било 233.545 особа, а након тога је, све до 1991. године, број опадао.
У граду се налази Универзитет Портсмут. Главне привредне делатности везане су уз луку (бродоградња, транспорт, рибарство), а значајан део становништва ради и у трговини и туризму.

## Становништво
Према процени, у граду је 2008. живело 197.471 становника.
| 1981.   | 1991.   | 2001.   |
| ------- | ------- | ------- |
| 174.218 | 174.690 | 187.056 |

## Партнерски градови
- Дуизбург
- Портсмут
- Ређо ди Калабрија
- Кан
- Хаифа
- Maizuru
- Маскат
- Сиднеј